# Maroharana
Maroharana is een plaats en gemeente in Madagaskar gelegen in het district Tsiroanomandidy van de regio Bongolava. Er woonden bij de volkstelling in 2001 ongeveer 5000 mensen.
In de plaats is basisonderwijs beschikbaar. 95% van de bevolking is landbouwer en 5% van de bevolking houdt zich bezig met veeteelt. Het belangrijkste gewas is rijst, maar er wordt ook mais en cassave verbouwd.